# Cupá
Cupá (Cissus gongylodes) é uma liana ou tepadeira da família Vitaceae nativa das florestas de Brasil, Bolivia, Paraguai, Peru e norte da Argentina, domesticada e cultivada há séculos pelos indígenas Jê (Caiapós, Xerentes, Timbiras).

## Descripção
Se caracteriza por trepar pelos troncos das árvores. A liana da variedade silvestre alcanza um máximo de 1 cm de diámetro, enquanto que a melhorada pelos indios chega a ter 8 cm. Apresenta ramos herbáceos, de
3a 4 mm de espessura, sarmentosos, com muitas gavinhas. Pecíolos grossos, herbáceos, glabros, 10 a 15 cm de comprimento. Folhas herbáceas, lisas na face superior. foliolo~ ternados,; o folíolo terminal é deltóide-rombóideode, de 17,5 a 20 cm de longitude e 15 a 17 cm de largura. Inflorescência cimosa.
Os Kayapó cultivam três variedades: branco ou kupá yaca, que é o mais grosso; amarelo (kupá ngrâ ñicá) e vermelho (kupá kamrek). Os indígenas plantam estacas o galhos, os enterram verticalmente uns 20 cm, com mais 20 cm para fora, geralmente encostadas numa árvore alta, no que esperan se enredará a nova planta, que pode producir alimento até por 40 anos.
A liana tem gavinhas muito grossas que os indígenas preparam em fornos de terra. Os adultos os consumen asados o cocidos. Sua composición é: humidade 73% a 77%; proteína 1,2%; carbohidratos 18%; gorduras 1%. Contém ácido tartárico.

## Taxonomia
Cissus gongylodes foi descrita por  (Baker) Burch. ex Baker e publicada em Monographiae Phanerogamarum 5: 550–551, no ano 1887.
Etimologia
Cissus: nome genérico que deriva do grego κισσος ( kissos ), que significa "hera".
gongylodes: epíteto
Sinónimos
- Cissus cervii Dunaiski
- Cissus gongylodes (Burch. ex Baker) Planch.
- Cissus gongylodes var. lobata J.F.Macbr.
- Cissus tricuspis (Baker) Burch. ex Planch.
- Vitis gongylodes Baker
- Vitis tricuspis Burch. ex Baker[4]